# ジョン・ヴァン・アーク
ジョン・ヴァン・アーク (ジョーン・ヴァン・アーク、Joan Van Ark、1943年6月16日 - ) は、アメリカ合衆国の女優。プライムタイム・ソープオペラ『Knots Landing』のヴァリーン・ユーイング役で最もよく知られる。1996年、『Barefoot in the Park』でブロードウェイ・デビューし、アクターズ・スタジオの生涯会員である。1971年、『女房学校』再演でシアター・ワールド賞を受賞し、トニー賞助演女優賞演劇部門にノミネートされた。
1978年、ヴァン・アークが演じた最も知られた役であるヴァリーン・ユーイングはCBSの連続テレビドラマ『ダラス』に初めて登場し、スピンオフ『Knots Landing』(1979年–1992年)でシーズン13まで主人公の1人であった。1986年および1989年、『Knots Landing』の演技によりソープオペラ・ダイジェスト賞主演女優賞を受賞した。1992年に降板したが、1993年の最終シーズンの最後の2エピソードおよび1997年のミニシリーズ『Knots Landing: Back to the Cul-de-Sac』でヴァリーン役を再演した。1985年、CBSの『トーナメント・オブ・ローズィズ・パレード』の司会でデイタイム・エミー賞にノミネートされた。2004年から2005年、ソープオペラ『ザ・ヤング・アンド・ザ・レストレス』に主演した。2013年、新たな『ダラス』の1エピソードでヴァリーン役を再演した。

## 生い立ちおよび教育
ニューヨークにて母ジーン・ヴァン・アーク(旧姓ヘメンウェイ)(1917年-1983年)とミシガン州ホランド出身の広告社でパブリック・リレーションズ・コンサルタントの父キャロル・ヴァン・アーク(1897年-1972年)の元に生まれた。キャロルの父方の祖父はオランダからの移民であった。両親とも作家であった。3人のきょうだいと共にコロラド州ボルダーで育った。
15歳の頃、学生リポーターとして女優ジュリー・ハリスにインタビューをし、ハリスが20代の頃に通っていたイェール演劇学校への受験を勧められた。ハリスの経歴を踏襲し、奨学金を得てイェール演劇学校に進学した。ヴァン・アークは学士号を得ずにイェール大学大学院に入学を許可された数少ない生徒の1人となった。当時キャンパスで唯一の女子生徒であったとされ、1年間のみ通学した。数年後、ハリスは『Knots Landing』に出演し、ヴァン・アーク演じるヴァリーンの母リリメイ・クレメンツ役を演じた。
2013年にハリスが亡くなり、ヴァン・アークはブロードウェイで行なわれた追悼会にて、イェール演劇学校で学ぶ俳優を支援するジュリー・ハリス奨学金の設立を発表した。『Knots Landing』でハリスの息子役およびヴァン・アークの兄弟役であったアレック・ボールドウィンが最初の寄付者となった。2021年、イェール演劇学校はイェール大学デイヴィッド・ゲフィン演劇学校と改名し、授業料が無料となった。

## 経歴

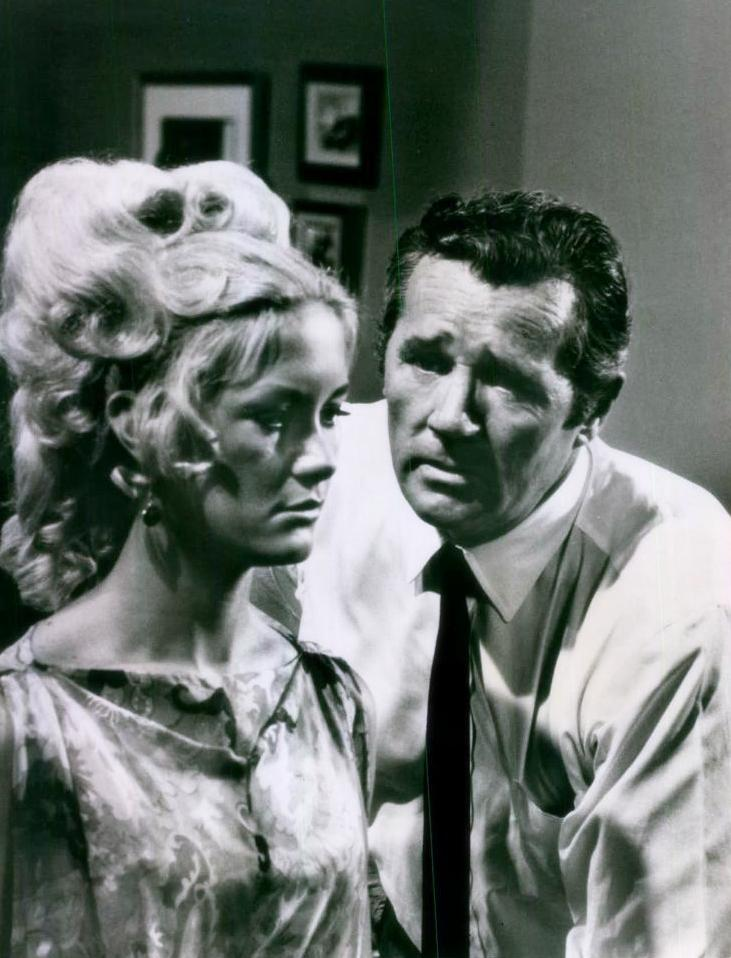
1968年、『Felony Squad』のヴァン・アークとハワード・ダフ

ガスリー・シアターで上演されたモリエールの『守銭奴』でプロとしての活動を始め、ヒューム・クローニンやゾーイ・コールドウェルと共演した。その後、ガスリー・シアターにて『セールスマンの死』でクローニンやジェシカ・タンディと共演した。ワシントンD.C.のアリーナ・ステージに1シーズン出演した後、マイク・ニコルズ演出の『Barefoot in the Park』全米ツアー公演でコリー役を演じた。靭帯を損傷したマーロ・トーマスの代役としてロンドンのウェスト・エンドにあるピカデリーサーカスで再演し、批評家からの称賛を受け、1966年、ブロードウェイで同役を再び演じた。
新婚でロサンゼルスに居住し、テレビに多く出演するようになった。しかし1971年、スティーブン・ポーター演出によるモリエールの『女房学校』のアニェス役でブロードウェイに再び出演し、シアター・ワールド賞を受賞し、トニー賞にノミネートされた。
1972年3月10日公開のホラー映画『Frogs』でレイ・ミランドおよびサム・エリオットと共に主演した。
ユニバーサル・スタジオと契約し、1972年、NBCでシリーズ化を見据えたパイロット版としてのテレビ映画『The Judge and Jake Wyler』でベティ・デイヴィスと共演したが、シリーズ化されなかった。1973年、『マッシュ』の1エピソード「"Radar's Report"」でエリカ役を演じた。また短期間で終了したシットコム『Temperatures Rising』(1972年–1973年)および『We've Got Each Other』(1977年–1978年)にレギュラー出演していた。
1974年、ブロードウェイにあるヘレン・ヘイズ・シアターでニュー・フェニックス・レパートリー・カンパニーにより上演されたルイジ・ピランデルロの『The Rules of the Game』再演でメアリー・ウレの後継でシリア・ガラ役に配役された。端役の隣人役としてグレン・クローズも出演しており、ヴァン・アーク演じるシリア役のアンダースタディを務めていた。『The Rules of the Game』では『女房学校』の演出家のスティーブン・ポーター、共演者のデヴィッド・デュークスと再びタッグを組んだ。1975年、『The Rules of the Game』は『Great Performances』の「Theatre in America」の一環としてテレビ放送された。
日本アルプスで撮影された円谷プロダクション製作のSF映画『極底探険船ポーラーボーラ』でリチャード・ブーンと共演した。劇場公開予定であったが配給会社が見つからず、1977年2月にテレビで放映された。
1979年、短期間で終了したアニメ『スパイダーウーマン』でスパイダーウーマンの声を担当した。
数年間に亘り様々なテレビ番組にゲスト出演していたが、1978年、『ダラス』のヴァリーン・ユーイング役で最もよく知られることとなった。『ダラス』に出演するようになった頃、ロサンゼルスで『The Love Boat』を撮影し、ニューヨークでエスティローダーで声の収録があり、『ダラス』はテキサス州で撮影され、全米を飛び回る多忙なスケジュールとなった。
当初は1回のみの出演予定であったが、脚本家らは出演エピソードを追加した。1979年、ロングランとなるスピンオフ『Knots Landing』でもヴァリーン役を演じることとなり、全14シーズン中13シーズンで主演した。1992年に降板したが、1993年5月の最終2エピソードに再び出演した。ヴァリーンはテッド・シャックルフォードが演じたゲイリー・ユーイングと3度結婚しており、他に2回結婚した。
『Knots Landing』に出演していた13年間で、1986年および1989年の2回、ソープオペラ・ダイジェスト賞主演女優賞を受賞し、それ以外に6回ノミネートされた。シーズン6でヴァリーンの双子が誘拐される複雑なストーリーの演技で最も高く評価された。誘拐事件をきっかけにヴァリーンは精神的に不安定になり、カリフォルニアを離れて旅に出て自身が執筆した小説の登場人物になりきる。シーズン6最終エピソード「"The Long and Winding Road"」でヴァリーンは双子の生存を知るが、週間ニールセン視聴率で番組史上初めてで唯一第1位を獲得した。『TV Guide』1985年6月29日号には「『Knots Landing』は過酷なストーリーだが、ヴァリーン役のジョン・ヴァン・アークを始めとして優秀なキャストが揃っている」と記された。のちにこのシーズンの2エピソード、降板後の最終シーズンの1エピソードでディレクターを務めた。
1985年、CBSの『トーナメント・オブ・ローズィズ・パレード』の司会を務め、デイタイム・エミー賞スペシャル番組部門にノミネートされた。
『Knots Landing』で友人役であったミシェル・リーとは実生活でも親友となった。1997年5月、CBSのミニシリーズ『Knots Landing: Back to the Cul-de-Sac』でヴァリーン役を再演し、2005年12月、再集結番組『Knots Landing Reunion: Together Again』で他の共演者たちと長寿番組『Knots Landing』について回想した。
『Knots Landing』降板直前、NBCのシットコム『Spin Doctors』パイロット版でクリストファー・メローニと共に主演したが、シリーズ化することはなかった。
『ABC Afterschool Special』の「Boys Will Be Boys: The Ali Cooper Story」(1994年)で出演およびディレクターを務め、ヒューマニタス賞にノミネートされた。1997年、ホームレスおよび家庭内暴力に関する短編ドキュメンタリーの監督を務め、エミー賞にノミネートされた。
2004年から2005年、CBSのドラマ『ザ・ヤング・アンド・ザ・レストレス』でグロリア・フィッシャー・アボット役を演じたが、降板後ジュディス・チャップマンが後継した。
オフ・ブロードウェイにて『ラヴ・レターズ』でジョン・ルービンスタインと共演し、プロミネード・シアターにてエドワード・オールビーのピューリッツァー賞受賞作『Three Tall Women』に出演し、ブリッカー・ストリート・シアターにて『The Exonerated』に出演した。2000年、ワシントンD.C.にて『Camino Real』に出演した。ロサンゼルスの劇場では『シラノ・ド・ベルジュラック』ロクサーヌ役の他、『Ring Around the Moon』、『Ring Around the Moon』、『Chemin de Fer』、『Heartbreak House』などに出演し、『お気に召すまま』でロサンゼルス演劇批評家賞を受賞した。グローヴ・シェイクスピア・フェスティバルにてチャールズ・ジョハンソンのプロデュースによる『マクベス』でレディ・マクベス役を演じた。ウィリアムズタウン・シアター・フェスティバルにて『The Night of the Iguana』(1987年)、スティーヴン・ソンドハイム『A Little Night Music』40周年記念公演(1994年)、ギリシャの古典悲劇『The Legend of Oedipus』(1988)のケネス・カヴァンダーによる2幕5時間の舞台化で、イェール演劇学校で師事していたウィリアムズタウン・シアター・フェスティバル共同創始者ニコス・プサシャロプロス演出作品に出演した。
2004年、ジョン・F・ケネディ・センターでの『Five by Tenn』においてテネシー・ウィリアムズの未発表短編作品『Escape』でフェンウェイ夫人役オリジナル・キャストとなった。2005年、ラホヤ・プレイハウスにてデス・マカナフ演出の『Private Fittings』、2006年、ハートフォード・ステージにて『A Lovely Sunday for Creve Coeur』に出演した。
1988年、テレビ映画『My First Love』でビアトリス・アーサーとリチャード・カイリーと共に三角関係を演じた。1990年、テレビ映画『Always Remember I Love You』でパティ・デュークと共演した。1994年、テレビ映画『Moment of Truth: A Mother's Deception』に出演した。『In the Shadows, Someone's Watching』でリック・スプリングフィールドおよびイェール演劇学校で同級生であったダニエル・J・トラヴァンティと共演した。スチュアート・M・カミンスキーの小説を基にした『When the Dark Man Calls』で電波心理学者を演じ、兄弟のロイド役にクリス・サランドン、リーバーマン刑事役にジェームズ・リードが配役された。
『ボナンザ』、『四次元への招待』、『マッシュ』、『600万ドルの男』、『Petrocelli』、『Dr.刑事クインシー』、『刑事コジャック』、『Barnaby Jones』など様々な連続テレビドラマにゲスト出演し、『Rhoda』ではローダの夫の元妻を演じた。『Medical Center』、『探偵キャノン』、『ロックフォードの事件メモ』で3エピソード、『The Love Boat』で4エピソードに出演した。1978年、『ワンダーウーマン』の1エピソードでのちに『ダラス』および『Knots Landing』で夫ゲイリー役となるテッド・シャックルフォードと共演した。『Knots Landing』以降、『The Nanny』、『The Fresh Prince of Bel-Air』などにゲスト出演した。
2001年4月、ハワード・スターンのプロデュースによる『サン・オブ・ザ・ビーチ』の1エピソードでBJカミングス(ジェイミー・バーグマン)の母アイマ・カミングス役を演じた。2008年、FXの連続テレビドラマ『NIP/TUCK マイアミ整形外科医』の1エピソードで『Knots Landing』共演者のドナ・ミルズと再び共演した。同年、映画『Channels』でテレビ局の重役を演じた。
2009年4月、『Knots Landing』30周年でTVランド賞授賞式に共演者のミシェル・リー、ドナ・ミルズ、ケヴィン・ドブソン、テッド・シャックルフォード、リサ・ハートマン・ブラック、コンスタンス・マカシン、ドン・マレー、ミシェル・フィリップスおよび『ダラス』と『Knots Landing』の製作者であるデイヴィッド・ジェイコブズと共に出席した。
2011年、連続コメディ・アニメ『Archer』の1エピソードに声優として出演した。2013年、『ダラス』2012年版の1エピソードにゲスト出演し、ヴァリーン役を再演した。同年、Logoシリーズ『RuPaul's Drag Race』にゲスト審査員として出演した。

## 私生活
1966年2月1日、ニュース・リポーターのジョン・マーシャルと結婚した。その後マーシャルは20年間ロサンゼルスのテレビ局KNBC-TVで特派員を務め、エミー賞およびゴールデン・マイク賞を受賞した。コロラド州ボルダーの高校時代からの付き合いで、1966年、マーシャルのAFNの駐在地であったドイツのトリーアで挙式した。新婚旅行で、ジョン・ヴァン・アークの名前の由来となったジャンヌ・ダルクのヨーロッパのゆかりの地をめぐった。
一人娘のヴァネッサ・マーシャルは声優、モデル、歌手となった。1997年、ティファニー・シアターにて戯曲『Star Dust』で母子共演した。
また長距離走者としてマラソン14試合に出場し、『Runner's World』誌の表紙に登場した。

## フィルモグラフィ
| 年              | 題                                                            | 役                                                 | 特記 |
| --------------- | ------------------------------------------------------------- | -------------------------------------------------- | --- |
| 1967            | Run for Your Life                                             | Donna Hayward                                      | 2 episodes |
| 1968            | The Felony Squad                                              | Lynne Thackeray                                    | 1 episode |
| 1968            | ペイトンプレイス物語 Peyton Place                             | Paula                                              | 2 episodes |
| 1968            | モッズ特捜隊 The Mod Squad                                    | April Showers                                      | 1 episode |
| 1969            | The Guns of Will Sonnett                                      | Laurie                                             | 1 episode |
| 1969            | ボナンザ Bonanza                                              | Annie Laurie Adams                                 | 1 episode |
| 1969            | ガンスモーク Gunsmoke                                         | Sarah Jean Stryker                                 | 1 episode |
| 1970            | ハワイ5-0 Hawaii Five-O                                       | Freda Cowan                                        | 1 episode |
| 1970            | デイズ・オブ・アワ・ライブス Days of Our Lives                | Janene Whitney #3                                  | 17 episodes |
| 1970            | FBIアメリカ連邦警察 The F.B.I.                                | Hanson                                             | Episode: The Condemned |
| 1970            | The Silent Force                                              | Louise Hanson                                      | Episode: "A Deadly Game of Love" |
| 1970            | Dan August                                                    | Harrison's Secretary                               | Episode: "The Union Forever" |
| 1971            | The Bold Ones: The New Doctors                                | Evelyn Baker                                       | 1 episode |
| 1971            | FBIアメリカ連邦警察 The F.B.I.                                | Carla                                              | Episode: The Deadly Gift |
| 1970–1972       | Love, American Style                                          | Alice                                              | 2 episodes |
| 1972            | Frogs                                                         | Karen Crockett                                     | THEATRICAL |
| 1972            | The Judge and Jake Wyler                                      | Alicia Dodd                                        | TV movie and series pilot |
| 1972            | 四次元への招待 Night Gallery                                  | Sondra Blanco                                      | Episode: "The Ring with the Red Velvet Ropes" |
| 1973            | マニックス Mannix                                             | Jennifer Crane                                     | Episode: "The Girl in the Polka Dot Dress" |
| 1972–1973       | Temperatures Rising                                           | Annie Carlisle                                     | 26 episodes |
| 1974            | Big Rose: Double Trouble                                      | Nina                                               | TV movie |
| 1974            | Barnaby Jones                                                 | Sheila Barner                                      | 1 episode |
| 1974            | ロックフォードの事件メモ The Rockford Files                   | Barbara Kelbaker Susan Alexander                   | Episode: "Find Me If You Can." Episode: s2:e4 "Resurrection in Black and White." |
| 1974            | 探偵キャノン Cannon                                           | Anna Meister                                       | 1 episode |
| 1975            | Great Performances                                            | Silia Gala                                         | The play The Rules of the Game was shown in the Theater in America series |
| 1975            | Rhoda                                                         | Marian Gerard                                      | 1 episode |
| 1975            | ラスト・オブ・モヒカン The Last of the Mohicans               | Cora Munro                                         | Voice only |
| 1977            | 極底探険船ポーラーボーラ The Last Dinosaur                    | Francesca 'Frankie' Banks                          | TV movie |
| 1977            | 刑事コジャック Kojak                                          | Detective Jo Lang                                  | Opposite Kevin Dobson, with whom she later co-starred in Knots Landing |
| 1977            | 署長マクミラン McMillan (formerly McMillan and Wife)          | Georgie                                            | 1 episode |
| 1977–1978       | We've Got Each Other                                          | Dee Dee Baldwin                                    | 13 episodes |
| 1978            | Dr.刑事クインシー Quincy M.E.                                 | Bert Phillips                                      | 1 episode |
| 1978            | Quark                                                         | Princess Libido                                    | 2 episodes |
| 1978            | ワンダーウーマン Wonder Woman                                 | Cassandra                                          | Episode: "Time Bomb" with Ted Shackelford, who later played her husband on Knots Landing |
| 1973–1978       | マッシュ M*A*S*H                                              | Lt. Erika Johnson                                  | 2 episodes: "Radar's Report" and "Our Finest Hour" |
| 1978-1980       | Manta and Moray                                               | Moray                                              | Voice only (8 episodes) |
| 1979            | スパイダーウーマン Spider-Woman                               | Jessica Drew/Spider-Woman                          | Voice only (16 episodes) |
| 1979–1984       | The Love Boat                                                 | Deborah Marshall/Kris Hayley/Mary Sue Huggins      | 4 episodes |
| 1981            | Red Flag: The Ultimate Game                                   | Marie                                              | TV movie: opposite William Devane, with whom she later co-starred in Knots Landing |
| 1988            | Shakedown on the Sunset Strip                                 | Brenda Allen                                       | TV movie |
| 1988            | My First Love                                                 | Claire Thomas                                      | TV movie |
| 1990            | Always Remember I Love You                                    | Martha "Marty" Mendham                             | TV movie |
| 1990            | Menu for Murder                                               | Julia Alberts                                      | TV movie |
| 1978–1981, 1991 | ダラス Dallas                                                 | Valene Ewing                                       | 8 episodes |
| 1979–1993       | Knots Landing                                                 | Valene Ewing                                       | 327 episodes Soap Opera Digest Award for Outstanding Actress in a Leading Role: Prime Time (1986, 1989) TV Land Award – Anniversary Award (2009) Nominated – Soap Opera Digest Award for Outstanding Actress in a Leading Role: Prime Time (1988, 1991) |
| 1993            | In the Shadows, Someone's Watching                            | Cinnie Merritt                                     | TV movie |
| 1994            | Moment of Truth: A Mother's Deception                         | Nora McGill                                        | TV movie |
| 1995            | When the Dark Man Calls                                       | Julianne Kaiser                                    | TV movie: based on the novel by Stuart M. Kaminsky; in the book, her character's name is Jean Kaiser |
| 1996            | Touched by an Angel                                           | Kim Carpenter                                      | 1 episode |
| 1996            | The Fresh Prince of Bel-Air                                   | Jewel Pemberton                                    | 1 episode |
| 1996            | Santo Bugito                                                  | Amelia                                             | Voice role (1 episode) |
| 1997            | Knots Landing: Back to the Cul-de-Sac                         | Valene Ewing                                       | TV mini-series |
| 1998            | The Nanny                                                     | Margo Lange                                        | 1 episode |
| 1998            | Loyal Opposition: Terror in the White House                   | Vice President Elizabeth Lane                      | TV movie |
| 2000            | Held for Ransom                                               | Nancy Donavan                                      | Direct to video film |
| 2000            | It's the Pied Piper, Charlie Brown                            | Secretary                                          | Voice role - TV Special |
| 2001            | アナザー・ライフ〜天国からの3日間〜 Twice in a Lifetime       | Camilla Bianco / Anna                              | Episode: "Mama Mia" |
| 2001            | サン・オブ・ザ・ビーチ Son of the Beach                       | Ima Cummings                                       | Episode: "Light My Firebush" |
| 2001            | ヘビーギア Heavy Gear: The Animated Series                    | Commander Crusher Von Krieg                        | Voice only (1 episode) |
| 2001            | UP, Michigan!                                                 | Deborah Michaels                                   | THEATRICAL |
| 2002            | Tornado Warning                                               | Mayor McAnders                                     | TV movie |
| 2003            | Net Games                                                     | Dr. Klein                                          | THEATRICAL |
| 2004            | ビリー&マンディ The Grim Adventures of Billy & Mandy          | Wanda/Woman/Mandy #3                               | Voice only (1 episode) |
| 2004–2005       | ザ・ヤング・アンド・ザ・レストレス The Young and the Restless | Gloria Abbott                                      | 54 episodes |
| 2005            | Diamond Zero                                                  | The Hemingway Diamond                              | THEATRICAL |
| 2008            | Channels                                                      | Megan Phillips                                     | THEATRICAL |
| 2009            | マイネーム・イズ・アール My Name Is Earl                      | Janine                                             | 1 episode |
| 2008–2010       | NIP/TUCK マイアミ整形外科医 Nip/Tuck                          | Annette Wainwright                                 | 2 episodes |
| 2011            | Archer                                                        | Ruth                                               | Voice only (1 episode) |
| 2011-2012       | Pretty the Series                                             | Miss Senior Someone                                | Episode: "A Pretty Finale" (2011) Episode: "The Prettiest Finale Yet" (2012) |
| 2012            | Watercolor Postcards                                          | Momma                                              | THEATRICAL |
| 2013            | Dallas                                                        | Valene Ewing                                       | 1 episode |
| 2014            | The 636                                                       | Rose                                               | THEATRICAL (Short) |
| 2015            | Fallout 4                                                     | Bonnie Tournquist, Phyllis Daily & Roslyn Chambers | Voice roles - Video Game |
| 2017            | Psycho Wedding Crasher                                        | Aunt Daisy                                         | TV movie |
| 2019            | Doom Patrol                                                   | Mrs. Franklin                                      | Voice Role - Episode: "Hair Patrol" |